# Placa africana

Mapa de la placa africana, coloreada en rosado, y de las lindantes.

La placa africana es una placa tectónica continental que cubre el continente africano y que se extiende hacia el oeste hasta la dorsal mesoatlántica.
Las placas limítrofes son:
- Al norte, la placa euroasiática y la placa arábiga.
- Al sur, la placa antártica.
- Al este, la placa indoaustraliana, la placa índica y la placa arábiga.
- Al oeste, la placa sudamericana y la placa norteamericana.

Todos los límites de la placa Africana son muy divergentes, excepto el que tiene con la placa euroasiática. La placa abarca varios bloques continentales estables de rocas madres, los cuales formaron el continente africano durante la existencia de Gondwana hace unos 550 millones de años. Estos bloques son, del sur al norte, el Kalahari, Congo, Sáhara y el bloque africano del oeste. Cada uno de estos bloques se pueden subdividir en bloques más pequeños y uniformes.
Uno de los aspectos más importantes de la placa es el Gran Valle del Rift en el este, una fractura que está separando a una porción del continente, y de la placa, que finalmente dividirá la placa africana en dos: la placa de Nubia y la placa somalí. Actualmente muchos textos científicos ya explicitan estas dos placas. Así, por ejemplo, se dice que el estrecho de Gibraltar separa la placa euroasiática de la placa de Nubia. 

Simulación del desplazamiento de la placa africana en función de su velocidad y dirección actual.

El movimiento de la placa africana es de 2,15 centímetros al año aproximadamente, hacia el norte. Expertos estiman que se unirá al extremo meridional de la península ibérica dentro de 650.000 años, separando el mar Mediterráneo del océano Atlántico.
- Datos: Q203548
- Multimedia: African tectonic plate / Q203548